# Ghindești
Ghindești – miasto w Mołdawii, w rejonie Florești. W 2014 roku liczyło 1649 mieszkańców.